# Kistécső (Románia)
Kistécső (románul: Teceu Mic, ukránul: Тячів) falu Romániában, Máramaros megyében, a történelmi Máramarosban.

## Fekvése
Máramarosszigettől 28 kilométerre északnyugatra, a Románia és Ukrajna között határfolyót képező Tisza bal partján fekszik.

## Története
Técső 1920-ban Romániához került részeiből szervezték önálló községgé. 1956-ig hozzátartozott Kövesláz is. 1941 és 1944 között ismét Técső része volt. 
A két települést összekötő hidat a második világháborúban lebombázták, és azóta sem épült újjá, csak csonkja látható.
1998-ban és 2001-ben is komoly károkat okozó árvíz sújtotta. Görögkatolikus temploma 1994-ben épült.

## Népesség
1910-ben 620 lakosából 526 volt magyar, 73 ruszin és 18 román anyanyelvű; 361 görög és 116 római katolikus, 113 református és 21 ortodox vallású.
2002-ben 195 lakosából 129 volt magyar, 44 ukrán és 22 román nemzetiségű; 69 református, 46 római katolikus, 44 görögkatolikus és 22 ortodox vallású.

## Híres emberek
- Itt született 1919. december 18-án Filipp Géza immunológus orvos.